# یک داستان سیندرلایی: اگر کفش‌ها اندازه باشند
یک داستان سیندرلایی: اگر کفش ها اندازه باشند (به انگلیسی: A Cinderella Story: If the Shoe Fits) یک فیلم کمدی موزیکال نوجوانان محصول سال ۲۰۱۶ آمریکا است.

این فیلم چهارمین قسمت از مجموعه فیلم "یک داستان سیندرلایی" است و بر اساس داستان سیندرلا می باشد.

## بازیگران
- سوفیا کارسون در نقش تسا/بلا (سیندرلا)
- توماس لا در نقش رید وست (پرنس چارمینگ)[۳]
- امی لوئیز ویلسون در نقش آتنا (ناخواهری سیندرلا)
- جازارا جازلین در نقش اولمیپیا (ناخواهری سیندرلا)
- جنیفر تیلی در نقش دیوین (نامادری بدجنس)
- نیکول فورتوین در نقش جورجی
- کلویی پرلینگ در نقش جنت
- الی وایت در نقش بیانکا
- دیوید یوری در نقش فردی مارکس